# Lines from Lewes Road
Lines from Lewes Road är en EP av det svenska bandet Mates of Mine. Det släpptes för digital försäljning sommaren 2010 på Spotify och Itunes.

## Låtlista
1. "Moving Bird"
2. "Love's Not Lost"
3. "Carolina"
4. "Price to Pay (Acoustic Version)"